# Vicente Carlos Kiaziku
Vicente Carlos Kiaziku (Damba, 28 de junho de 1957) é um clérigo angolano e bispo de Mabanza Congo.
Vicente Carlos Kiaziku ingressou na Congregação dos Capuchinhos (OFMCap), fez a profissão em 28 de setembro de 1975 e foi ordenado sacerdote em 2 de junho de 1985.
Papa Bento XVI nomeou-o Bispo de Mabanza Congo em 5 de janeiro de 2009. O bispo Anastácio Cahango OFMCap o consagrou em Luanda, a 8 de março do mesmo ano; Os co-consagradores foram Giovanni Angelo Becciu, Núncio Apostólico em Angola e São Tomé e Príncipe, e Filomeno do Nascimento Vieira Dias, Bispo de Cabinda.